# Le Villey
Le Villey ist eine  französische Gemeinde im Département Jura in der Region Bourgogne-Franche-Comté. Sie gehört zum Arrondissement Lons-le-Saunier und zum Kanton Bletterans. 
Die Nachbargemeinden sind Chemenot im Nordosten, La Charme im Osten, Vers-sous-Sellières im Südosten, Francheville im Süden, Chaumergy im Südwesten und Foulenay im Westen.
In Le Villey liegen kleine Seen wie der Étang du Tartre und der Étang Bouché. An der nordwestlichen Gemeindegrenze verläuft das Flüsschen Bief d’Ainson.

## Bevölkerungsentwicklung
| Jahr                       | 1962 | 1968 | 1975 | 1982 | 1990 | 1999 | 2008 | 2017 |
| -------------------------- | ---- | ---- | ---- | ---- | ---- | ---- | ---- | ---- |
| Einwohner                  | 109  | 120  | 100  | 83   | 101  | 92   | 75   | 89   |
| Quellen: Cassini und INSEE |      |      |      |      |      |      |      |      |